# Szablak przepasany
Szablak przepasany, szablak przewiązany, szablak górski (Sympetrum pedemontanum) – gatunek owada z rzędu ważek należący do podrzędu ważek różnoskrzydłych i rodziny ważkowatych (Libellulidae). Występuje w Eurazji – od Europy Zachodniej po Japonię.
W Polsce dość rzadki – występuje nielicznie i lokalnie na terenie niemal całego kraju z wyjątkiem regionów górskich – wbrew nazwie górski; imagines latają od lipca do września.
Osiąga 32 mm długości, rozpiętość skrzydeł 55 mm. Zarówno samce jak i samice mają szerokie ciemne przepaski na skrzydłach, przed pterostygmą.